# 井上謙
井上 謙（いのうえ ゆずる、1963年2月15日 - ）は、日本の元男子バレーボール選手。

## 来歴
広島県広島市生まれ。大手製紙会社に勤務した父親の転勤が多く、長野県岡谷市や静岡県由比町（現・静岡市清水区）などで育つ。
岡谷工業高等学校、順天堂大学を経て1985年日本鋼管（現JFE）に入社。同年全日本代表入りし、1985年神戸ユニバーシアード優勝に貢献。
サウスポーの高い打点からの重いスパイクを武器に、1985年のワールドカップや1988年のソウル五輪などで大車輪の活躍を見せた。しかし、自身の試合中の怪我もあり、ソウルでの順位は全日本バレーのオリンピック史上最悪（当時）の10位に終わった。
1990年、椎間板ヘルニアを手術。
1994年、NKKナイツの廃部で1995年退任。
1996年、日立国分トルメンタへコーチ兼任で移籍（2002年に廃部）。
1998年、現役を引退。
現役時代は熊田康則、川合俊一と共に「バレーボール界のビッグ3」と言われ、日本バレーボール界をリード、笑顔が可愛いと女性からの人気も高かった。
2008年、日立ハイテクノロジーズに入社、その後は人事総務本部部長代理と共に女子バスケットボール日立ハイテククーガース（WJBL）の部長、副部長に就任。
2020年、ルートインホテルズ Brilliant Ariesのエグゼクティブパートナーに就任、2021年にはエグゼクティブディレクターとなるが、監督の松本隆義が移籍したため監督に就任する。2022年、原秀治の監督就任に伴い監督を退任した。
2023年、順天堂大学女子バレーボール部監督を1年間勤めた。
2024年、デフバレーボール日本男子代表のスーパーバイザーに就任した。

## FNS春高バレーコーチングキャラバン
FNS春高バレーコーチングキャラバンには、第2回～第8回に参加。
- 第2回（宮城県古川工業高等学校を担当）
- 第3回（長野県丸子実業高等学校を担当）
- 第4回（新潟県立柏崎常盤高等学校 女子を担当）
- 第5回（富山県立南砺総合福野高等学校を担当）
- 第6回（秋田県立大館工業高等学校を担当）
- 第7回（福井県立大野高等学校を担当）
- 第8回（富山県立南砺平高等学校を担当）

## 所属チーム

### 選手
- 岡谷工業高等学校
- 順天堂大学
- 日本鋼管・NKKナイツ（1985-1994年）
- 日立国分トルメンタ（1996-1998年）

### 指導者
- 日立国分トルメンタ（1996-2002年）
- ルートインホテルズ Brilliant Aries（2021-2022年）
- 順天堂大学女子バレーボール部（2023-2024年）

## 球歴
- 全日本としての主な国際大会出場歴
  - オリンピック - 1988年
  - 世界選手権 - 1986年
  - ワールドカップ - 1985年、1989年

## 受賞歴
- 1985年 - 第19回日本リーグ 敢闘賞
- 1987年 - 第21回日本リーグ ベスト6
- 1988年 - 第22回日本リーグ ベスト6

## 関連書籍
- 虹色のVロード 熊田康則、井上謙、川合俊一 全日本男子バレーボールビッグスリー物語、山崎征治著、日刊スポーツ出版社、1986年10月